# Emilio Fernández
Emilio Fernández (Coahuila de Zaragoza, 26 de março de 1904 – Cidade do México, 6 de agosto de 1986) foi um dos cineastas mexicanos mais conhecidos internacionalmente.

## Biografia
Emilio Fernández começou sua carreira em Hollywood, em 1926, alguns anos depois de ter participado ativamente da Revolução Mexicana. Fez várias participações como extra até voltar para o México em 1934 quando interpretou um foragido no filme "Corazon Bandolero".
Mas sua verdadeira carreira foi como cineasta e ela teve início em 1943 com o filme "Flor Silvestre". Depois viriam outros grandes sucessos como "Maria Candelária com Dolores Del Rio; "Enamorada"; "Rio Escondido"; "La Perla" e "Maclovia".

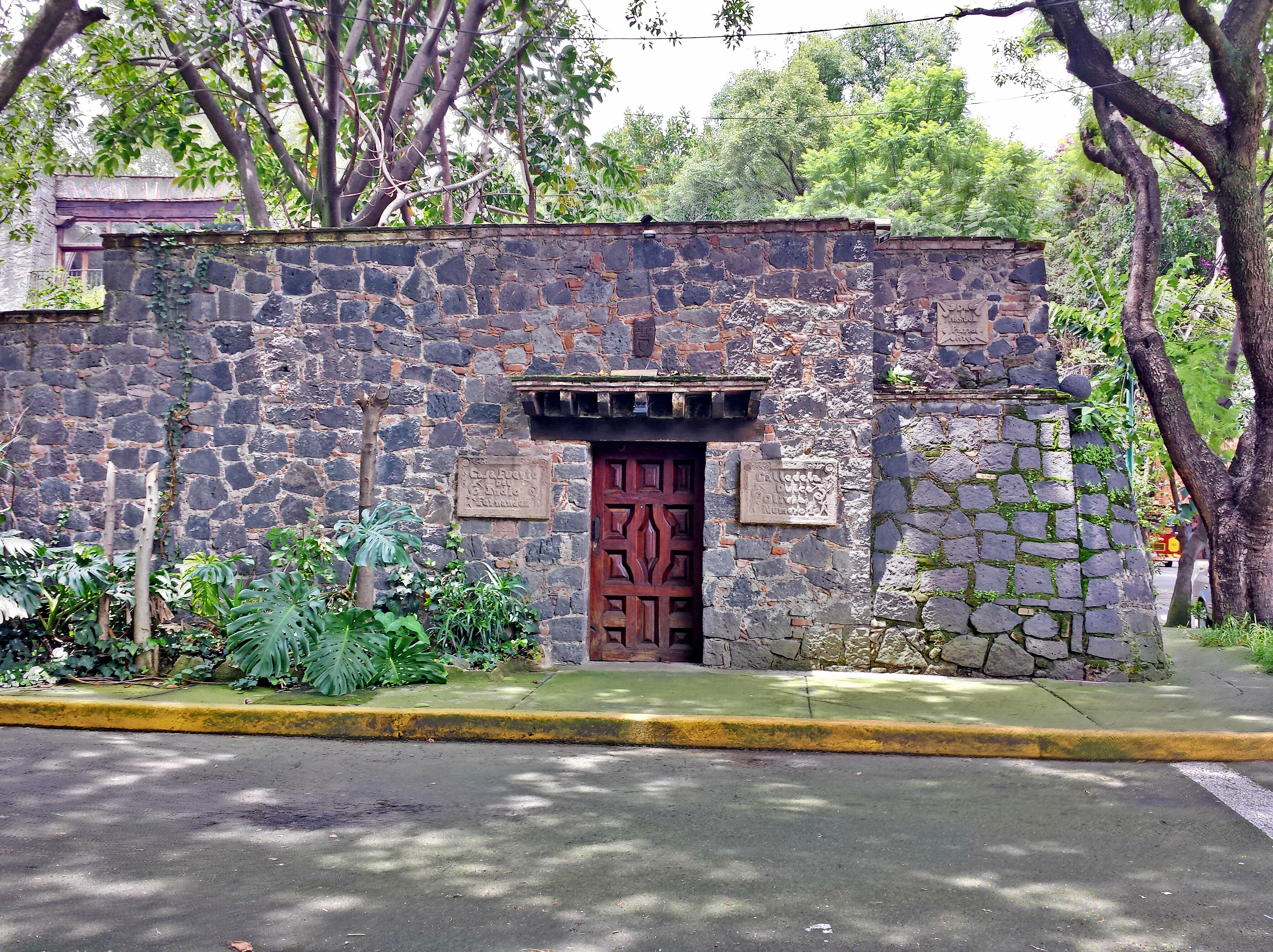
Casa de Emilio Fernández localizada na Rua Doce Olivia (Calle de la Dulce Olivia) em Coyoacán, Cidade do México.

Fernández era apaixonado pela atriz britânico-americana Olivia de Havilland, a quem nunca chegou a conhecer pessoalmente. Ele ficou fascinado pela atriz após assistir ao filme E o vento levou ("Gone with the Wind", 1939), e, a partir de então, começou a tentar se aproximar da atriz por meio de cartas. Devido a algumas dificuldades no inglês, Fernández era ajudado por um amigo, o escritor americano Marcus Goodrich, que viria a lhe "passar a perna", pois em 1946 Goodrich se casaria com De Havilland. Em homenagem a atriz, Fernandez pediu ao então presidente do México, Miguel Alemán Valdés, para que a rua onde se localizava a sua mansão em Coyoacán, Cidade do México, recebesse o nome de "Dulce Olivia" (Doce Olivia). Segundo ele, essa seria uma maneira de estar sempre próximo daquela que era a sua paixão.
Fernández foi casado com a atriz Columba Dominguez, que fez vários de seus filmes.

## Filmografia

### Como ator
- 1928: El destino
- 1930: Ciclone de Oklahoma - Pancho Gomez (sem créditos)
- 1930: A Terra dos Homens Desaparecidos - Lopez - também conhecido como Black Coyote
- 1930: Headin' North - Jogador mexicano (sem créditos)
- 1931: Sunrise Trail - Pancho (sem créditos)
- 1932: O Código Ocidental - Indian Joe
- 1933: Laughing at Life - Revolucionário (sem créditos)
- 1933: Flying Down to Rio - Dançarino (sem créditos)
- 1934: La buenaventura - Boris
- 1934: Corazón bandolero - Chacal
- 1934: Cruz Diablo - Toparca, bandolero
- 1935: Martín Garatuza
- 1935: Tribu - Itzul
- 1935: Janitzio - Zirahuén
- 1936: Celos - Sebastián
- 1936: María Elena - Bailarín de La Bamba
- 1936: Marijuana (El monstruo verde) - El Indio
- 1936: Allá en el Rancho Grande - dançarina
- 1937: El superloco - Idúa
- 1937: El impostor
- 1937: Las cuatro milpas
- 1937: Las mujeres mandan - Bailarín
- 1937: Almas rebeldes
- 1937: Adiós Nicanor - Nicanor
- 1939: Juan sin miedo - Valentin
- 1939: Com os veteranos de Villa - Prefeito El Indio Fernández
- 1940: El fanfarrón: ¡Aquí llegó el valentón! - Aguilucho (Juan José)
- 1940: Los de Abajo - Pancracio
- 1940: El charro Negro - Emilio Gómez
- 1941: El Zorro de Jalisco - Ernesto
- 1941: Rancho Alegre
- 1942: La isla de la pasión
- 1943: Flor Silvestre - Rogelio Torres
- 1959: The Soldiers of Pancho Villa - Coronel Antonio Zeta
- 1962: Pueblito - Coronel (sem créditos)
- 1963: La bandida - Epigmenio Gómez
- 1963: Paloma herida - Danilo Zata
- 1964: El revólver sangriento - Félix Gómez
- 1964: The Night of the Iguana - Barmaneiro (sem créditos)
- 1964: Yo, el valiente
- 1964: Los hermanos Muerte - Marcos Zermeño
- 1965: The Reward - Sgt. Lopez
- 1965: La conquista de El Dorado
- 1965: Un callejón sin salida - Moran
- 1966: La recta final - Don Lucio
- 1966: Duelo de pistoleros - Pancho Romero
- 1966: O Appaloosa - Lazaro
- 1966: Los malvados - El coyote
- 1966: Return of the Seven - Francisco Lorca
- 1967: Uma Aliança com a Morte - Igancio
- 1967: Un tipo dificil de matar
- 1967: The War Wagon - Calita
- 1967: Um soldado fiel de Pancho Villa - Aurelio Pérez
- 1967: El silencioso - Emilio Segura
- 1968: Guns for San Sebastian
- 1968: El caudillo - Coronel
- 1968: Un toro me llama
- 1969: The Wild Bunch - Mapache geral
- 1969: Duelo en El Dorado - Indio Romo
- 1969: El crepúsculo de un Dios - Ele mesmo
- 1970: The Phantom Gunslinger - Sheriff
- 1971: La chamuscada (Tierra y libertad) - Coronel Margarito Herrero
- 1971: La sangre enemiga - Juan
- 1972: Indio - Victorio
- 1972: El rincón de las vírgenes - Anacleto Morones
- 1973: Pat Garrett e Billy the Kid - Paco
- 1974: Bring Me the Head of Alfredo Garcia - El Jefe
- 1974: Breakout - JV
- 1975: Lucky Lady - Ybarra
- 1975: Detras de esa puerta - Diretor de Polícia
- 1976: Zona roja
- 1979: Erótica - Hernández
- 1980: Las cabareteras
- 1982: Una gallina muy ponedora
- 1983: Mercenarios de la Muerte - Maestro tata
- 1984: Under the Volcano - Diosdado
- 1985: Treasure of the Amazon - Tacho / Paco
- 1985: Lola la trailera - Guarda-costas de Leôncio
- 1986: Los Amantes del Señor de la Noche - Don Venustiano
- 1986: The Kidnapping of Lola - Comandante Prieto
- 1986: Ahora mis pistolas hablan
- 1987: Arriba Michoacán (papel final no filme)

### Como diretor
| Ano  | Título original                                      | País de produção   | Língua   | Fundida                                 | Nomeações para prêmios (ganha em negrito) |
| ---- | ---------------------------------------------------- | ------------------ | -------- | --------------------------------------- | --- |
| 1941 | La isla de la pasión                                 | México             | espanhol | Pedro Armendáriz, Isabela Corona        | |
| 1942 | Soja puro mexicano                                   | México             | espanhol | Pedro Armendáriz, Andres Soler          | |
| 1942 | Flor silvestre                                       | México             | espanhol | Dolores del Río, Pedro Armendáriz       | |
| 1943 | María Candelaria (também conhecida como Xochimilco ) | México             | espanhol | Dolores del Río, Pedro Armendáriz       | Festival de Cinema de Cannes - Palm d'Or |
| 1944 | Las Abandonadas                                      | México             | espanhol | Dolores del Río, Pedro Armendáriz       | Prêmio Ariel - Melhor Atriz |
| 1944 | Bugambilia                                           | México             | espanhol | Dolores del Río, Pedro Armendáriz       | |
| 1945 | La perla                                             | México             | espanhol | Pedro Armendáriz, María Elena Marqués   | Festival de Cinema de Veneza - Golden Lion Ariel Awards - Golden Ariel, Melhor Ator, Melhor Ator Coadjuvante, Cinematografia Globo de Ouro - Melhor Cinematografia |
| 1945 | Pepita Jiménez                                       | México             | espanhol | Ricardo Montalbán, Rosita Dáz Gimeno    | |
| 1946 | Enamorada                                            | México             | espanhol | María Félix, Pedro Armendáriz           | Prêmio Ariel - Melhor Atriz |
| 1947 | The Fugitive (produtor)                              | Estados Unidos     | inglês   | Henry Fonda, Dolores del Río            | |
| 1947 | Río Escondido                                        | México             | espanhol | María Félix, Carlos López Moctezuma     | Festival Internacional de Cinema de Karlovy Vary - Melhor Fotografia                                                                                               |
| 1948 | Maclovia                                             | México             | espanhol | María Félix, Pedro Armendáriz           | |
| 1949 | Pueblerina                                           | México             | espanhol | Columba Dominguez, Roberto Cañedo       | Festival de Cinema de Cannes - Seleção Oficial Festival Internacional de Cinema de Karlovy Vary - Melhor Fotografia                                                |
| 1949 | La Malquerida                                        | México             | espanhol | Dolores del Río, Pedro Armendáriz       | |
| 1950 | Salón México                                         | México             | espanhol | Marga López, Miguel Inclan              | Festival de Cinema de Bruxelas - Melhor Fotografia |
| 1950 | Duelo en las montañas                                | México             | espanhol | Rita Macedo, Roberto Cañedo             | |
| 1950 | The Torch                                            | Estados Unidos     | inglês   | Paulette Goddard, Pedro Armendáriz      | |
| 1950 | Un día de vida                                       | México             | espanhol | Columba Domínguez, Roberto Cañedo       | |
| 1951 | Vìctimas del Pecado                                  | México             | espanhol | Ninón Sevilla, Rodolfo Acosta           | |
| 1951 | Maria ilhas                                          | México             | espanhol | Pedro Infante, Jaime Fernández          | |
| 1951 | La bienamada                                         | México             | espanhol | Columba Domínguez, Roberto Cañedo       | |
| 1952 | Siempre tuya                                         | México             | espanhol | Jorge Negrete, Gloria Marín             | |
| 1952 | Acapulco                                             | México             | espanhol | Elsa Aguirre, Miguel Torruco            | |
| 1952 | Cuando levanta la niebla                             | México             | espanhol | Columba Domínguez, Arturo de Córdova    | |
| 1953 | La Red (também conhecida como Rossana )              | México             | espanhol | Rossana Podestà, Armando Silvestre      | Festival de Cinema de Cannes - Melhor Narração |
| 1953 | Reportaje                                            | México             | espanhol |                                         | |
| 1953 | El Rapto                                             | México             | espanhol | María Félix, Jorge Negrete              | |
| 1955 | La rosa blanca                                       | Cuba               | espanhol | Jorge Mistral, Rebeca Iturbide          | |
| 1955 | La Tierra del Fuego se apaga                         | Argentina          | espanhol | Jorge Mistral, Bertha Moss              | |
| 1958 | Una cita de amor                                     | México             | espanhol | Silvia Pinal, Jaime Fernández           | 8º Festival Internacional de Cinema de Berlim - Seleção Oficial |
| 1962 | Pueblito                                             | México             | espanhol | Columba Domínguez, Lilia Prado          | Festival Internacional de Cinema de San Sebastián - Las perlas del Cantábrico                                                                                      |
| 1963 | Paloma herída                                        | México / Guatemala | espanhol | Patricia Conde, Columba Domínguez       | |
| 1967 | Villa Un Dorado de Pancho                            | México             | espanhol | Emilio Fernández, Maricruz Olivier      | 5º Festival Internacional de Cinema de Moscou - Seleção Oficial |
| 1969 | Un Crepúsculo de Un dios                             | México             | espanhol | Emilio Fernández, Guillermo Murray      | |
| 1974 | La Choca                                             | México             | espanhol | Pilar Pellicer, Gregorio Casals         | Ariel Award - Melhor Direção, Melhor Atriz Coadjuvante, Melhor Fotografia, Melhor Edição Festival de Cinema de Karlovy Vary - Melhor Direção                       |
| 1976 | Zona Roja                                            | México             | espanhol | Fanny Cano, Armando Silvestre           | |
| 1979 | México Norte                                         | México             | espanhol | Patricia Reyes Spíndola, Roberto Cañedo | |
| 1979 | Erótica                                              | México             | espanhol | Jorge Rivero, Rebecca Silva             | |